# Maike März
Maike März (* 9. November 1983 in Leonberg) ist eine ehemalige deutsche Handballtorhüterin.
Die 1,81 m große Torhüterin spielte in der Jugend beim TSG Oßweil, GSV Hemmingen und VfL Waiblingen. Im Jahr 2001 wechselte März in die 2. Bundesliga zur TuS Metzingen. Von 2004 bis 2009 stand sie beim Bundesligisten DJK/MJC Trier unter Vertrag. Danach verlängerte März ihren Vertrag nicht und wechselte zum Thüringer HC. Im Sommer 2014 beendete sie ihre Karriere.
Sie absolvierte für Deutschland 20 Juniorinnen-Länderspiele.

## Erfolge
- 2. Platz Jugend-EM Türkei
- Deutscher Vize-Meister Saison 2005 mit Trier
- Deutscher Meister 2011, 2012, 2013 und 2014 mit dem THC
- DHB-Pokal 2011 und 2013 mit dem THC